# 熊本大学生誘拐殺人事件
熊本大学生誘拐殺人事件（くまもと だいがくせいゆうかいさつじんじけん）は、4人の男が大学生の男性を殺害後、身代金を要求した誘拐殺人事件。
戦後日本の身代金誘拐で成人男性が殺害された事例は本事件が初めてである。また、本事件の解決後に主犯格の男が拘置所の職員と共謀し、拘置所からの脱獄未遂事件を起こした。

## 誘拐事件
1987年（昭和62年）9月14日、Tは3人と共謀して、小学校時代の同級生で熊本県玉名市をドライブ中だった大学生の男性を車に同乗していた女性共々言葉巧みに誘い出し、同市内の山中で大学生を撲殺。大学生が生きているかのように装い、大学生の両親に5,000万円の身代金を要求。同乗していた女性については殺さず、12日間ホテルに監禁し、暴行をおこなっていた。
9月25日、警察は女性を保護し、共犯3人を逮捕。Tは後日警察に出頭して逮捕された。
裁判で共犯3人がTに命令されてやったことを主張、Tは「主犯でない」と否定したが、1988年（昭和63年）3月30日、熊本地裁はTに死刑判決、共犯3人には無期懲役・懲役20年・懲役18年の判決が出る。Tと無期懲役を言い渡された共犯は控訴するが、他の2人は控訴せず確定。1991年）平成3年）3月26日、福岡高裁が控訴棄却、Tは上告したが、1998年（平成10年）4月23日、最高裁にてTの死刑確定。
2002年（平成14年）9月18日、福岡拘置所においてTの死刑執行。享年36。死刑執行時は養子縁組により名字をTからHへ改姓していた。

## 脱獄未遂事件
上告中の1996年12月、福岡拘置所に勾留中のTが夜間、窓の鉄格子を切断しているのを看守が発見。実はTが別の看守Aと共謀して脱獄を計画していたことが発覚する。TとAは年齢が近いことから友人のような間柄となり、Tが冗談交じりに脱獄計画をAに語っていたが、やがて親に一目会って必ずかえってくるというTの言葉を信じたAが金切りノコや現金3千円を渡していた。
看守が囚人の脱獄を援助するという前代未聞の事件の調査の過程で、関東地方の拘置所に長年勤務していたAが、家族の病気により帰郷し福岡拘置所勤務となり、看守同士の人間関係に悩んでいたことが判明。
この脱獄事件の調査中に、当時の福岡拘置所所長が所長室で自殺未遂を起こし、病院に運ばれた直後に飛び降り自殺を遂げた。
Aは懲戒免職となり、逃走援助未遂で実刑判決を受けた。この脱獄未遂事件により、Aを含め福岡拘置所の職員12人が減給などの処分を受けた。

## 関連書籍
- 別冊宝島1419『死刑囚最後の1時間』（宝島社）